# Временная минская газета
Временная Минская газета (пол. «Tymczasowa gazeta Mińska», бел. «Часовы Менскi часопiс») — еженедельная газета. Издавалась в Минске в период 18(1).7.1812 — 25(8).10.1812, во время оккупации Минска войсками Наполеоном Бонапартом. Первая газета, изданная в Минске. Вышло 25 номеров. Издавалась по-польски в Минском губернском издательстве. Разовый тираж номера неизвестен.

## История
Газета была основана через 10 дней после входа Наполеоновской армии в Минск (18 июля 1812 года по старому стилю). Газета рассказывает про поддержание порядка в городе, про то, как был устроен быт местных жителей, про денежные и вещественные пожертвования, которые были собраны минчанами для помощи «французской армии-освободительнице», про успехи и неудачи наполеоновских войск в войне против Российской империи.
Газета содержит множество фактов и фамилий местных жителей, которые воевали на стороне Наполеона или поддерживали Наполеоновскую армия деньгами или средствами. Цитата из 25 номера:
Наисветлейшая Мацкевичева ошмянская земская судьиха пожертвовала 12 фунтов корпии и бинтов;
Игнатий Даманский, старшина слуцкого земского суда - две ласки масла, одну осьмину пшеницы;

Элеонора Азембловская ротмистрша - 2 фунта корпии
Также в газете приводятся имена 20 жителей территории современной Беларуси, которые были удостоены высшей награды Франции тех времен — ордена Почетного легиона. Многие из этих имен нигде не упоминаются кроме этой газеты.
После отступления наполеоновской армии из Минска выпуск газеты был прекращен.
Впервые после 1812 года газета была замечена в 1909 году. В периодическом издании Русского исторического общества почти все номера были переизданы на русском языке, но сокращенно. Материалы назывались самостоятельным историческим источником, который «впервые выступает как документ, дающий обширный материал для исследования политической, общественной и бытовой жизни прошлого».
В 1910 году, при издании книги «Отечественная война и Русское общество» (Москва, 1910—1912, Т. 1-7) эти же номера были немного дополнены и переизданы.
До 2000 года Национальная библиотека Беларуси не имела ни одного экземпляра «Временной Минской газеты». В 2000 году директор Центра наполеоновских исследований (Франция, Париж), профессор Фернан Бакур поменял ксерокопии этой газеты на ксерокопии некоторых рукописей времен Наполеона.
В 2008 году все номера газеты были переведены на белорусский язык и переизданы в Минске.